# Jiangling
Jiangling (chiń. 江陵县; pinyin: Jiānglíng Xiàn) – powiat w środkowych Chinach, w prowincji Hubei, w prefekturze miejskiej Jingzhou. W 2000 roku liczył ok. 390 tys. mieszkańców.

## Historia
Powiat Jiangling obejmował tereny, na których leżało miasto Yang – stolica państwa Chu od ok. 689 roku p.n.e. aż do jej zajęcia i zniszczenia przez wojska Qin w 278 roku p.n.e. W okresie dynastii Tang, w latach 760–761 znajdowała się tu stolica południowa – Nandu. Jiangling było także centrum administracyjnym niewielkiego państwa Jingnan (zwanego też Nanping), istniejącego w latach 924–963.
Po proklamowaniu Chińskiej Republiki Ludowej powiat wszedł w skład prefektury Jingzhou. W 1994 roku prefekturę zlikwidowano, a powiat Jiangling połączono z pobliskim miastem Shashi tworząc miasto Jingsha, przemianowane w grudniu 1996 roku na Jingzhou. Po połączeniu Jiangling otrzymało status dzielnicy. W lipcu 1998 roku przywrócono status powiatu.